# Mimusops antorakensis
Mimusops antorakensis är en tvåhjärtbladig växtart som beskrevs av Aubrev. Mimusops antorakensis ingår i släktet Mimusops och familjen Sapotaceae. Inga underarter finns listade i Catalogue of Life.